# Dicaeum eximium
A Dicaeum eximium a madarak osztályának verébalakúak (Passeriformes) rendjébe és a virágjárófélék (Dicaeidae) családjába tartozó faj.

## Rendszerezése
A fajt Philip Lutley Sclater angol orvos és zoológus írta le 1877-ben.

## Alfajai
- Dicaeum eximium eximium Sclater, 1877
- Dicaeum eximium layardorum Salvadori, 1880
- Dicaeum eximium phaeopygium Salomonsen, 1964[2]

## Előfordulása
Pápua Új-Guineához tartozó Bismarck-szigetek területén honos. Természetes élőhelyei a szubtrópusi és trópusi síkvidéki esőerdők. Állandó, nem vonuló faj.

## Megjelenése
Testhossza 10 centiméter.

## Természetvédelmi helyzete
Az elterjedési területe elég nagy, egyedszáma pedig stabil. A Természetvédelmi Világszövetség Vörös listáján nem fenyegetett fajként szerepel.